# 7-й отряд специального назначения «Росич»
7-й отряд специального назначения «Росич» (сокращённо 7 ОСпН «Росич») — отряд войск специального назначения в составе Федеральной службы войск национальной гвардии Российской Федерации — Росгвардии.

## Образование
Отряд (в/ч 3719) сформирован на базе учебных рот специального назначения (УРСпН) частей 100-й дивизии оперативного назначения внутренних войск МВД РФ и включён в состав Новочеркасской дивизии по приказу министра внутренних дел СССР от 18 августа 1992 года. Основой стали учебные роты специального назначения (УРСпН) из следующих полков, входивших в 100-ю дивизию оперативного назначения:
- 46-й полк оперативного назначения (ПОН) «Лев»;
- 47-й полк оперативного назначения (ПОН) «Скорпион»;
- 48-й полк оперативного назначения (ПОН) «Тайфун».

Размещён на территории 1-го учебного центра Внутренних Войск МВД Российской Федерации в Северо-Кавказском округе ВВ МВД РФ, входил в 100-ю ДОН, потом в 50-ю отдельную бригаду оперативного назначения внутренних войск МВД России (50 ОБрОН ВВ МВД РФ).

## Задачи
На отряд возлагаются следующие задачи:
- Участие в разоружении и ликвидации незаконных вооруженных формирований, организованных преступных групп, пресечении массовых беспорядков, сопровождающихся вооруженным насилием, изъятии у населения незаконно хранящегося оружия;
- Участие в пресечении актов терроризма;
- Участие в обезвреживании лиц, захвативших заложников, важные государственные объекты, специальные грузы, сооружения на коммуникациях, а также здания органов государственной власти;
- Участие в обеспечении безопасности должностных лиц и отдельных граждан Российской Федерации в соответствии с законодательством Российской Федерации[1].

## Боевой путь
31 декабря 1994 года — штурм городской больницы в Грозном.
18 апреля 1995 года — бой у села Бамут.
В 1999 году отряд был включён в состав объединённой группировки войск в Северо-Кавказском регионе и выполнял задачи по прикрытию границы Чечни с Дагестаном от проникновения чеченских боевиков.
В 2000 году отряд принимал участие в боях за Комсомольское в Урус-Мартановском районе — во время проведения специальной операции по зачистке села от боевиков.
18 апреля 2002 на территории войсковой части открыт памятник погибшим воинам-спецназовцам отряда при выполнении служебно-боевых задач.

## Герои отряда
При выполнении служебно-боевых задач личный состав отряда неоднократно демонстрировал высокие морально-боевые качества, мужество и героизм. Семь спецназовцев отряда были удостоены высокого звания Героя России:
- лейтенант Бабаков, Виталий Викторович[6] (Указ от 25 августа 1995)
- старший лейтенант Немыткин, Михаил Юрьевич (Указ от 1 октября 1996, посмертно)
- лейтенант Зозуля, Андрей Станиславович[7] (Указ от 20 июля 1996, посмертно)
- прапорщик Терёшкин, Олег Викторович[8] (Указ от 20 июля 1996, посмертно)
- рядовой Кадырбулатов, Рафик Валитович[9] (Указ от 20 июля 1996, посмертно)
- лейтенант Яфаров, Джафяс Джафярович[10] (Указ от 7 июля 2000, посмертно)
- капитан Цымановский, Виталий Витальевич[11] (Указ от 15 сентября 2003, посмертно)

Из удостоенных орденом Мужества в СМИ упоминались:
- капитан Натальченко, Юрий Юрьевич (командир группы отряда, награждён посмертно)[12]

## Разное
На территории отряда построена православная часовня имени Святого Георгия Победоносца. Используется для проведения мероприятий патриотического и нравственного воспитания как военнослужащих, так и допризывной молодежи, регулярно посещающих отряд (Военно-спортивная игра «Орлёнок» (2002) и др.)